# Arrondissement de Marmande
L'arrondissement de Marmande est une division administrative française située dans le département de Lot-et-Garonne, en région Nouvelle-Aquitaine.

## Composition

### Composition avant 2015
Liste des cantons de l'arrondissement de Marmande :
- canton de Bouglon ;
- canton de Castelmoron-sur-Lot ;
- canton de Duras ;
- canton de Lauzun ;
- canton de Marmande-Est ;
- canton de Marmande-Ouest ;
- canton du Mas-d'Agenais ;
- canton de Meilhan-sur-Garonne ;
- canton de Seyches ;
- canton de Tonneins.

### Découpage communal depuis 2015
Depuis 2015, le nombre de communes des arrondissements varie chaque année soit du fait du redécoupage cantonal de 2014 qui a conduit à l'ajustement de périmètres de certains arrondissements, soit à la suite de la création de communes nouvelles. Le nombre de communes de l'arrondissement de Marmande reste quant à lui inchangé depuis 2015 et égal à 98.
Au 1er janvier 2024, l'arrondissement groupe les 98 communes suivantes :
1. Agmé
2. Agnac
3. Allemans-du-Dropt
4. Antagnac
5. Argenton
6. Armillac
7. Auriac-sur-Dropt
8. Baleyssagues
9. Beaupuy
10. Birac-sur-Trec
11. Bouglon
12. Bourgougnague
13. Brugnac
14. Calonges
15. Cambes
16. Castelmoron-sur-Lot
17. Castelnau-sur-Gupie
18. Caubon-Saint-Sauveur
19. Caumont-sur-Garonne
20. Clairac
21. Cocumont
22. Coulx
23. Couthures-sur-Garonne
24. Duras
25. Escassefort
26. Esclottes
27. Fauguerolles
28. Fauillet
29. Fourques-sur-Garonne
30. Gaujac
31. Gontaud-de-Nogaret
32. Grateloup-Saint-Gayrand
33. Grézet-Cavagnan
34. Guérin
35. Hautesvignes
36. Jusix
37. Labastide-Castel-Amouroux
38. Labretonie
39. Lachapelle
40. Lafitte-sur-Lot
41. Lagruère
42. Lagupie
43. Laparade
44. Laperche
45. Lauzun
46. Lavergne
47. Lévignac-de-Guyenne
48. Longueville
49. Loubès-Bernac
50. Marcellus
51. Marmande
52. Le Mas-d'Agenais
53. Mauvezin-sur-Gupie
54. Meilhan-sur-Garonne
55. Miramont-de-Guyenne
56. Monteton
57. Montignac-de-Lauzun
58. Montignac-Toupinerie
59. Montpouillan
60. Moustier
61. Pardaillan
62. Peyrière
63. Poussignac
64. Puymiclan
65. Puysserampion
66. Romestaing
67. Roumagne
68. Ruffiac
69. Saint-Astier
70. Saint-Avit
71. Saint-Barthélemy-d'Agenais
72. Sainte-Bazeille
73. Saint-Colomb-de-Lauzun
74. Sainte-Colombe-de-Duras
75. Sainte-Gemme-Martaillac
76. Saint-Géraud
77. Saint-Jean-de-Duras
78. Sainte-Marthe
79. Saint-Martin-Petit
80. Saint-Pardoux-du-Breuil
81. Saint-Pardoux-Isaac
82. Saint-Pierre-sur-Dropt
83. Saint-Sauveur-de-Meilhan
84. Saint-Sernin
85. Samazan
86. La Sauvetat-du-Dropt
87. Savignac-de-Duras
88. Ségalas
89. Sénestis
90. Seyches
91. Soumensac
92. Taillebourg
93. Tonneins
94. Varès
95. Verteuil-d'Agenais
96. Villeneuve-de-Duras
97. Villeton
98. Virazeil

## Démographie
En 2022, l'arrondissement comptait 84 160 habitants.
| 1968   | 1975   | 1982   | 1990   | 1999   | 2006   | 2011   | 2016   | 2021   |
| ------ | ------ | ------ | ------ | ------ | ------ | ------ | ------ | ------ |
| 75 834 | 76 065 | 76 790 | 77 806 | 76 169 | 79 296 | 82 717 | 83 647 | 83 657 |

| 2022   | - | - | - | - | - | - | - | - |
| ------ | - | - | - | - | - | - | - | - |
| 84 160 | - | - | - | - | - | - | - | - |

## Sous-préfets
| Période          | Période | Identité                            | Fonction précédente | Observation |
| ---------------- | ------- | ----------------------------------- | ------------------- | ----------- |
|                  |         |                                     |                     |             |
| 6 septembre 1820 |         | Pierre Charles Sylvestre            |                     |             |
|                  |         |                                     |                     |             |
|                  |         | Gabriel Charles Joachim Pellenc (d) |                     |             |
|                  |         |                                     |                     |             |
| 9 mai 1852       |         | Auguste de Toulgoët                 |                     |             |
|                  |         |                                     |                     |             |
| 18 décembre 1856 |         | Ernest de Behr (d)                  |                     |             |
|                  |         |                                     |                     |             |